# دنیل آموکاچی
دنیل آموکاچی (انگلیسی: Daniel Amokachi؛ زادهٔ ۳۰ دسامبر ۱۹۷۲) یک بازیکن بازنشسته فوتبال و مربی فوتبال اهل نیجریه است.وی با سرعت بالا و قدرت شوت زنی شناخته شده است

## باشگاهی
از باشگاه‌هایی که در آن بازی کرده‌است می‌توان به باشگاه فوتبال ناساراوا یونایتد، بشیکتاش، کلوب بروژ، باشگاه فوتبال کلرادو رپیدز، و اورتون اشاره کرد.

## تیم ملی
وی همچنین در تیم ملی فوتبال نیجریه بازی کرده‌است.